# Rombo (romanzo)
Rombo (Rombo in tedesco) è un romanzo pubblicato nel 2022 dalla scrittrice e traduttrice tedesca Esther Kinsky.

## Trama
Nell'anno 1976 parte del territorio del Friuli, in maggio e in settembre, viene duramente colpito da forti scosse di terremoto. Le vite di migliaia di persone ne verranno sconvolte e le vittime saranno migliaia. L'autrice, che ha vissuto in quei territori, racconta le vicende di sette abitanti di un villaggio di montagna e di come lentamente riprendono la capacità di vedere le cose come sono mutate in modo irreparabile. I sette abitanti sono Olga, Silvia, Gigi, Toni, Mara, Lina e Anselmo, e sono raccontati in modo anche contraddittorio o incoerente.

## Critica
Il romanzo sonda il rapporto tra paesaggi, luoghi vissuti, ambiente e memoria storica. I traumi sono visti come collettivi e individuali, con un groviglio che richiama le scienze della terra e la psicologia. I terremoti del maggio e del settembre 1976 colpirono l'Italia nord-orientale. Edifici, sentieri, corsi d'acqua, animali domestici, montagna e boschi, tutti col segno di una cicatrice prodotta dal suono profondo e cupo che precede il sisma. L'esperienza che ne deriva "non può essere cancellata o redenta, perché è al di là delle categorie del bene e del male". Il paesaggio diventa  "un accumulo di vita vissuta e tracce di vita", mai stabile. Ogni capitolo è preceduto dalle immagini in bianco e nero di un affresco scoperto nel duomo di Venzone. Le annotazioni di piccoli particolari sono mescolati a momenti fondamentali della vita, con le leggende che diventano parte della lettura della realtà e la tranquilla consapevolezza che ogni nostra traccia può essere cancellata.

## Riconoscimenti
- Il romanzo ha ricevuto il Premio Kleist 2022.[4]
- È stato candidato al Deutscher Buchpreis 2022.[2][5]
- Libro finalista del Premio Strega Europeo 2023.[6][7]

## Edizione originale
- (DE) Esther Kinsky, Rombo: Roman, Berlin, Suhrkamp, 2022, ISBN 9783518430576, OCLC 1302171757.

## Edizione italiana
- Esther Kinsky, Rombo, traduzione di Silvia Albesano, Milano, Iperborea, 2023, ISBN 9788870916652, OCLC 1381777764.

## Edizioni in altre lingue
- (FR) Esther Kinsky, Rombo, traduzione di Olivier Le Lay, Paris, Bourgois, 2023, ISBN 9782267051032, OCLC 1381806499.
- (EN) Esther Kinsky, Rombo A Novel, traduzione di Caroline Schmidt, New York, New York Review Books, 2023, ISBN 9781681377254, OCLC 1372395443.